# Evert Verwey
Evert Johannes Willem Verwey, auch Verweij, (* 30. April 1905 in Amsterdam; † 13. Februar 1981 in Utrecht) war ein niederländischer Chemiker, der sich mit Physikalischer Chemie befasste.
Verwey studierte Chemie an der Universität Amsterdam, mit dem Diplom (Doctoraal Examen) 1929. Danach war er ab 1931 Assistent an der Universität Groningen, wo er 1934 cum laude bei Hugo Rudolph Kruyt (1882–1959) promoviert wurde. 1934 ging er an die Philips Laboratorien in Eindhoven. Er befasste sich dort weiter mit Kolloiden (Thema seiner Dissertation) und mit oxidischen Materialien (der Verwey-Übergang in Magnetit ist nach ihm benannt). 1946 bis 1967 wurde er neben dem Physiker Hendrik Casimir und dem Ingenieur Herre Rinia Direktor des Labors.
Er ist bekannt für die DLVO-Theorie (benannt nach Boris Wladimirowitsch Derjagin, Lew Landau, Verwey, Theodoor Overbeek) der Wechselwirkung geladener Oberflächen in Flüssigkeiten, zum Beispiel zur Beschreibung von Kolloiden.
1967 wurde er Ehrendoktor der TU Delft und 1949 Mitglied der Königlich Niederländischen Akademie der Wissenschaften. Er war auch Kurator der Universität Utrecht.
Er war mit der Soziologin und sozialdemokratischen Politikerin Hilda Verwey-Jonker (1908–2004) verheiratet.